# Méguet
 Méguet là một tổng thuộc  Ganzourgou (tỉnh) ở tây nam Burkina Faso. Thủ phủ là thị xã Méguet. Theo điều tra dân số năm 1996, tổng này có tổng dân số 34.668 người..

## Các thị xã và làng xã
- Méguet	(7 273 dân) (thủ phủ)
- Baghin	(1 112 dân)
- Bollé	(1 100 dân)
- Boulwando	(1 710 dân)
- Dazanré	(783 dân)
- Kabouda	(1 498 dân)
- Kakim	(333 dân)
- Kanré	(1 743 dân)
- Kougdoughin	(1 318 dân)
- Koulweogo	(2 113 dân)
- Lalmogo	(524 dân)
- Nahoubé	(1 095 dân)
- Ouavoussé	(1 143 dân)
- Pimalga	(940 dân)
- Pinré	(2 023 dân)
- Tamasgo	(1 744 dân)
- Tanghin	(2 902 dân)
- Tibin	(1 753 dân)
- Vagma	(1 213 dân)
- Yama	(212 dân)
- Zemalga	(2 093 dân)